# NGC 3259
NGC 3259 је спирална галаксија у сазвежђу Велики медвед која се налази на NGC листи објеката дубоког неба.
Деклинација објекта је + 65° 2' 28" а ректасцензија 10h 32m 34,5s. Привидна величина (магнитуда) објекта NGC 3259 износи 12,2 а фотографска магнитуда 13,0. Налази се на удаљености од 35,332 милиона парсека од Сунца. NGC 3259 је још познат и под ознакама UGC 5717, MCG 11-13-27, CGCG 313-21, IRAS 10291+6517, PGC 31145.